# Ophthalmis biakensis
Ophthalmis biakensis är en fjärilsart som beskrevs av Embrik Strand 1912. Ophthalmis biakensis ingår i släktet Ophthalmis och familjen nattflyn. Inga underarter finns listade i Catalogue of Life.